# Бефруа Тюена
Бефруа Тюїна (фр. Beffroi de Thuin) — історична будівля в Тюені, Бельгія. Хоча історично приєднана до церкви, дзвіниця також стала муніципальною вежею, єдиною бефруа Льєзького єпископства. Це одна із 56 бефруа Бельгії та Франції, які внесені до Списку Світової спадщини ЮНЕСКО на знак визнання їхньої цивільної архітектури та важливості у зростанні муніципальної влади в Європі.

## Історія
Вежа старої церкви Святого Теодара, побудована без фундаменту на шиферній скелі, безсумнівно, середньовічна і, мабуть, датується часом найбільшого розвитку міста. У період між 1153 і 1164 роками, під час своїх візитів до Туїна, принц-єпископ Генріх II Лізький вирішив звести вежу для церкви.
Цей розвиток зробив її водночас дзвіницею та комунальною вежею, а також єдиною бефруа Льєзького єпископства. У звіті 1641 року йдеться про «дзвони бефруа цього міста», а угода, досягнута в 1667 році між суддею, комунальною владою та капітулом, свідчить про те, що кожен із них має право володіти ключем від дзвіниці.
Розкопки, проведені на місці Капітули до кінця ХХ століття, виявляють існування трьох послідовних культових споруд. Ймовірно, каролінзська каплиця, романська церква та готична церква, побудована в шістнадцятому столітті на залишках попередньої. На момент руйнування в 1811 році, щоб було місце для танців, нава була завдовжки 20 метрів і завширшки 18 метрів. Він стояв на схід від вежі з південного боку площі Капітула.
Вежа, яка вважалася комунальною власністю, уникла конфіскації церковного майна під час Французької революції, а, отже, її продажу та знесення. Проте буря 1662 року повністю зруйнувала дах дзвіниці. Нинішній рокіт — це робота Еверарда, майстра-тесляра в Бомонті, за допомогою тесляра Андрі Дагнелі. Жан-Батист Шерманне проводить коротку реставрацію зовнішнього сайдингу та капітальний ремонт колегії в 1754 році. Вежа була вражена німецькою артилерією 24 серпня 1914 року, а пошкодження були остаточно відремонтовані в 1952 році теслями Мічо, батьком і сином. Остання реставрація датується 2004 роком, коли куранти були автоматизовані, щоб грати півтори години.

## Опис
Дзвіниця загальною висотою 60 метрів (200 футів) і являє собою квадратну будівлю в стилі бароко зі звуженою основою на трьох рівнях із уламками пісковику та кутами арфи з вапняку. Облицювання чотирьох граней оживлено банерами та горизонтальними ланцюгами з вапняку, що дедалі більше розходяться до вершини. У цих смугах іноді використовуються повторно використані матеріали, такі як уламки каменю або з написами.
Вежа увінчана дзвіницею-стрілою між чотирма багатокутними башточками. Карниз кавето підтримується модульйонами в чвертях. Верхній рівень освітлений чотирма великими напівкруглими отворами, викладеними стрічкою під наглядом архівольт. Обличчя вежі має сліди зниклого корабля. До середини висоти він має зону сидіння, грубо обмежену слідом повзучого даху судна. Цю частину колись пронизували три аркові вікна, що з'єднані один з одним, двері на першому поверсі.
У нижній частині південної сторони запечатано герби Петра Тасьє та Ніколя Брюсселя, мерів Брюсселя в 1638—1639 роках під час роботи, проведеної під час подорожі. Нижче дві порожні ніші, які мали бути нішами Св. Ламберта та Св. Теодара. Під ним розташований патрон із трьома коронами, витертою підкресленою присвятою стертого та меншого патрона з позначкою «Thuin 1638».

На західному боці є розклад Іоанна Хрестителя, який Шерманне приготував ключ до Увертюрена. З північного боку розташована напівкругла сходова вежа, покрита шиферною перечницею, що дає доступ до другого рівня.

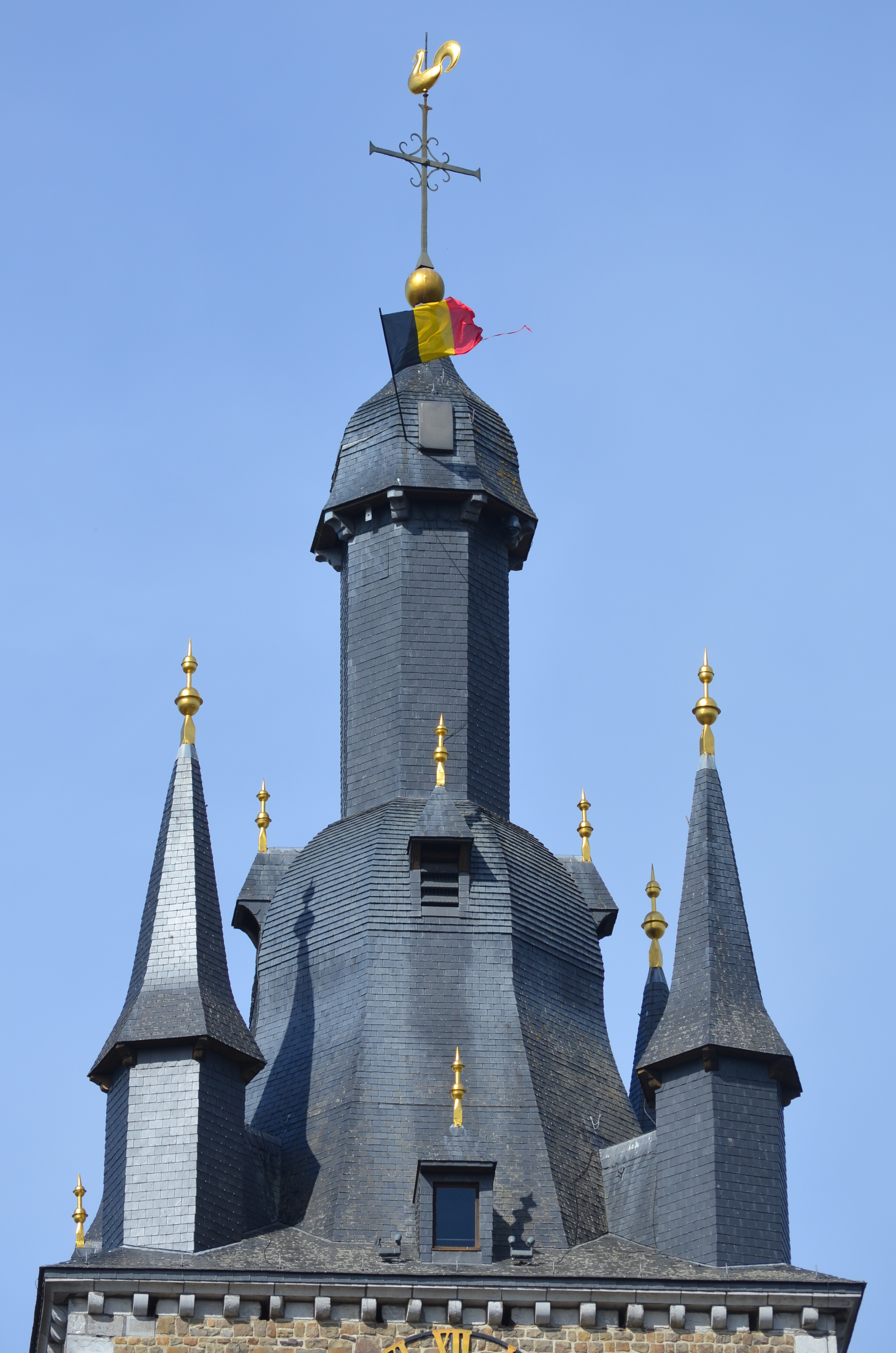
Дзвін-стріла між чотирма багатокутними башточками
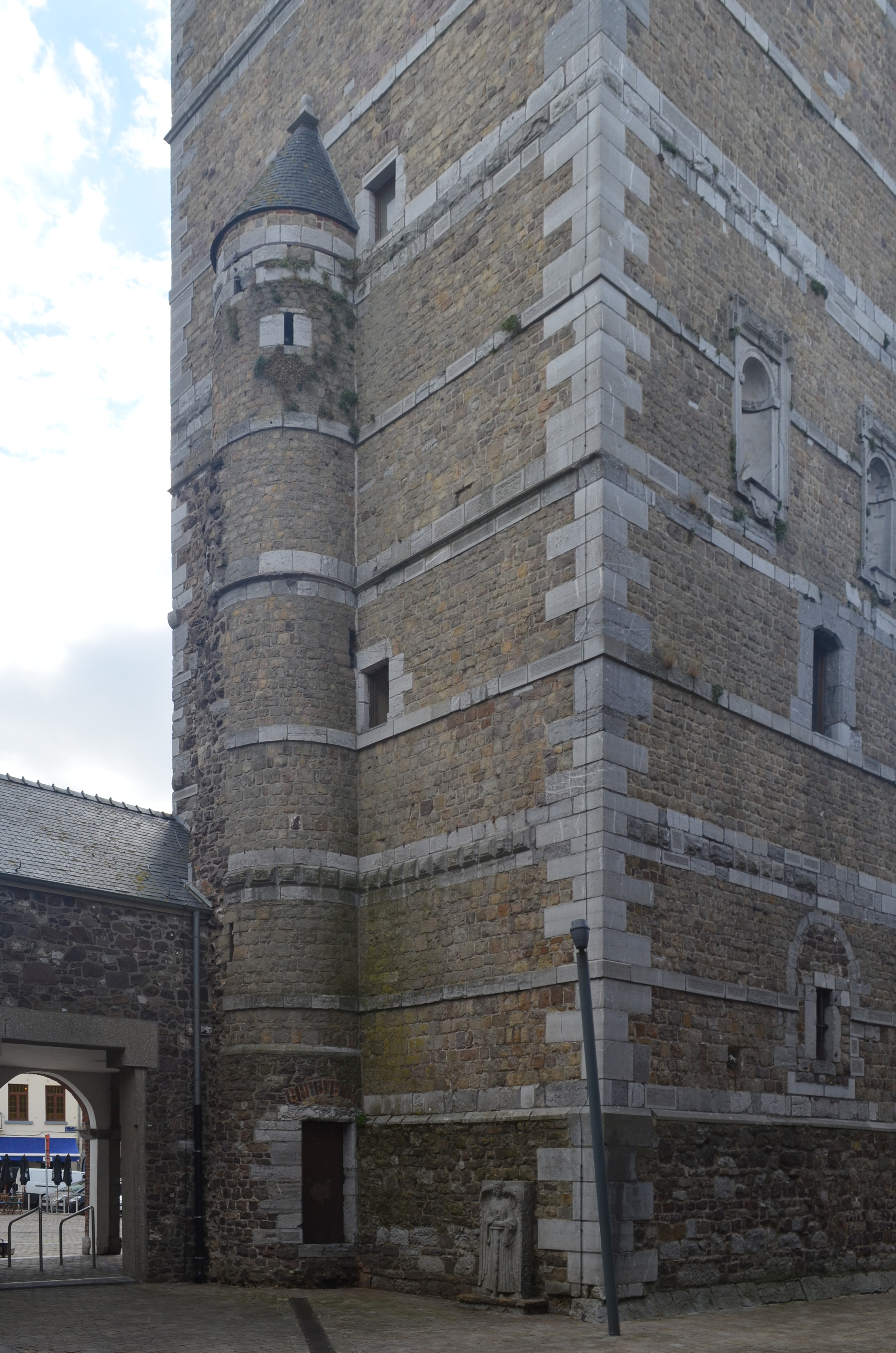
Північний бік
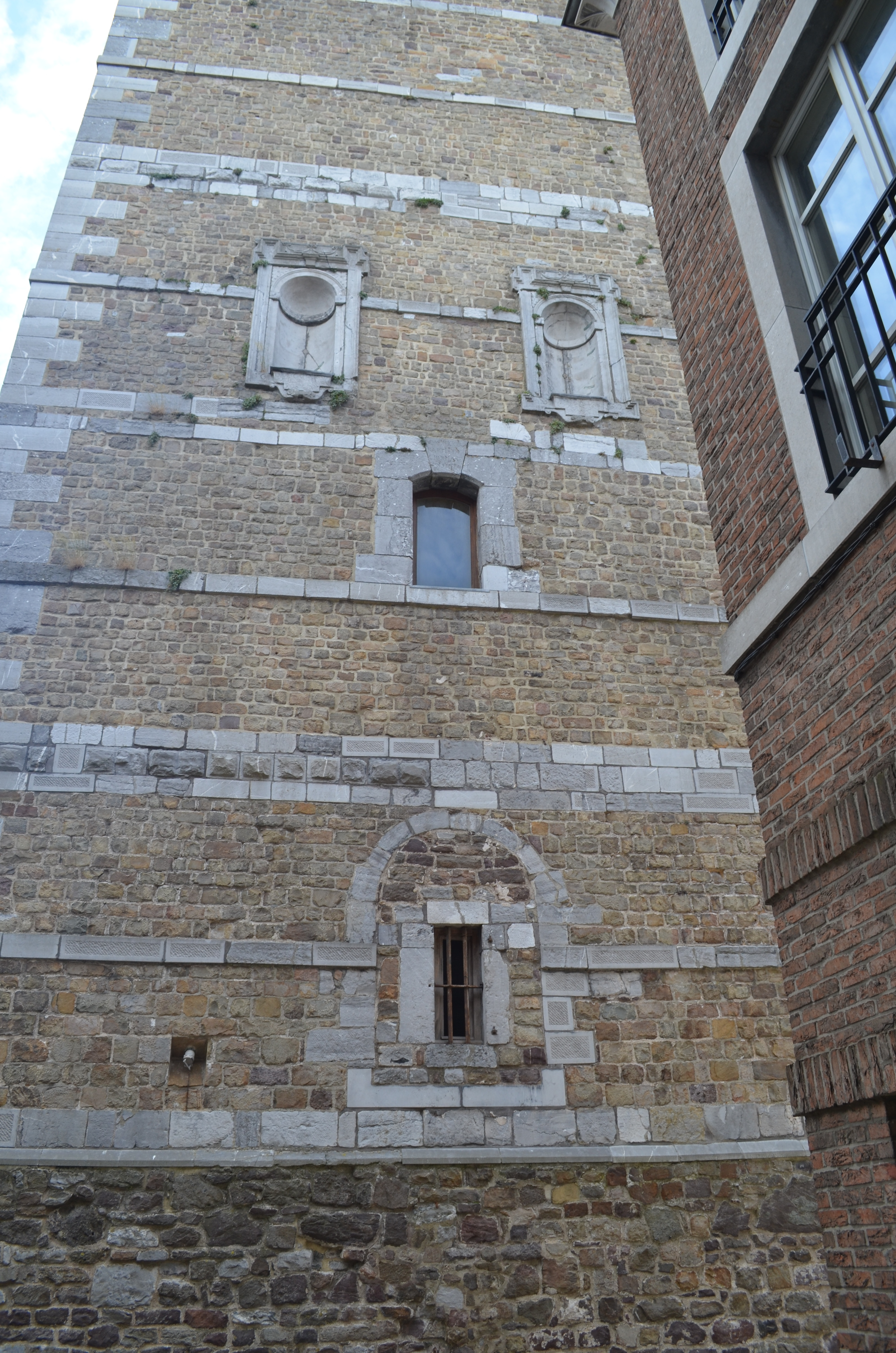
Західний бік
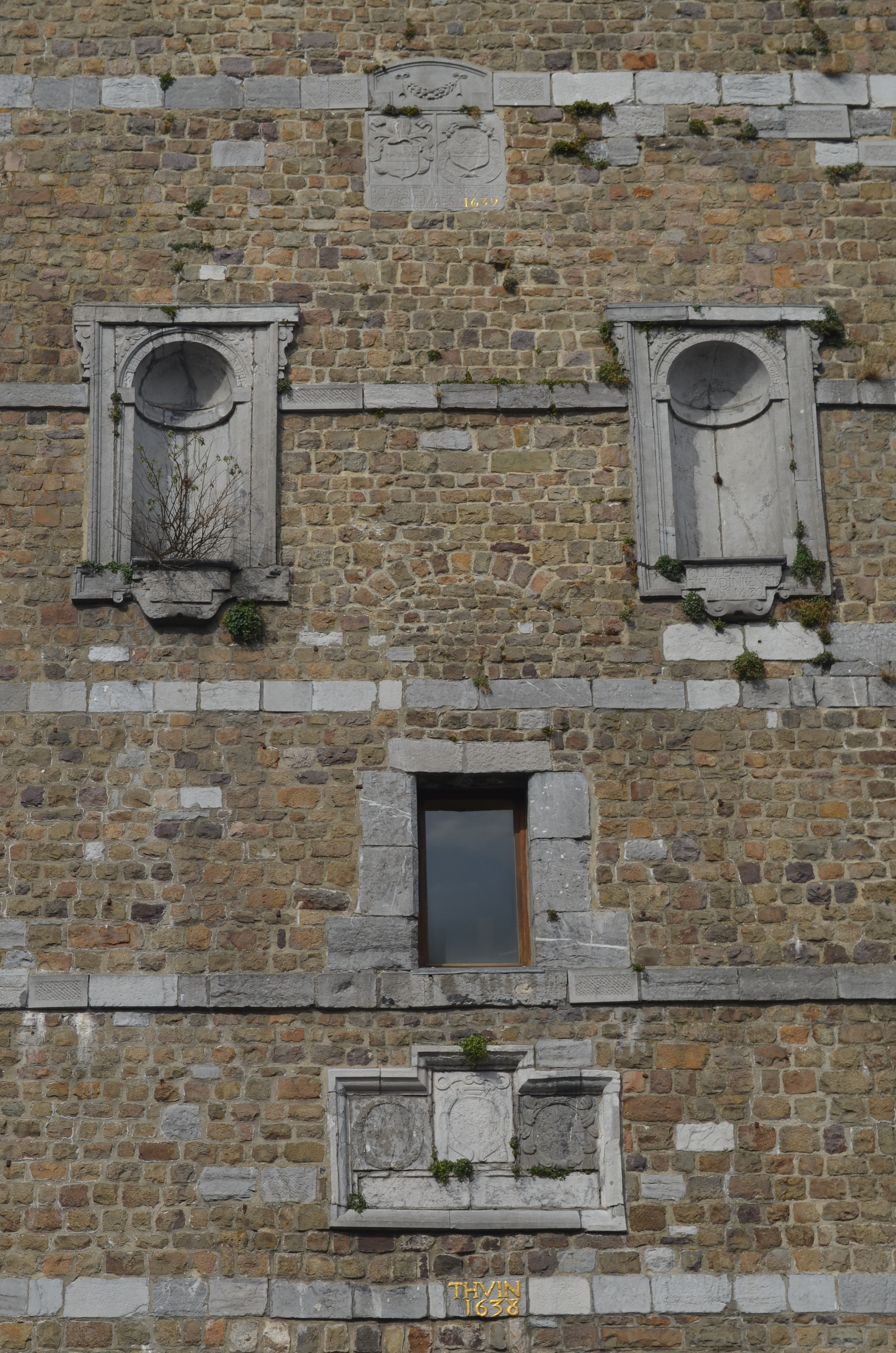
Південний бік
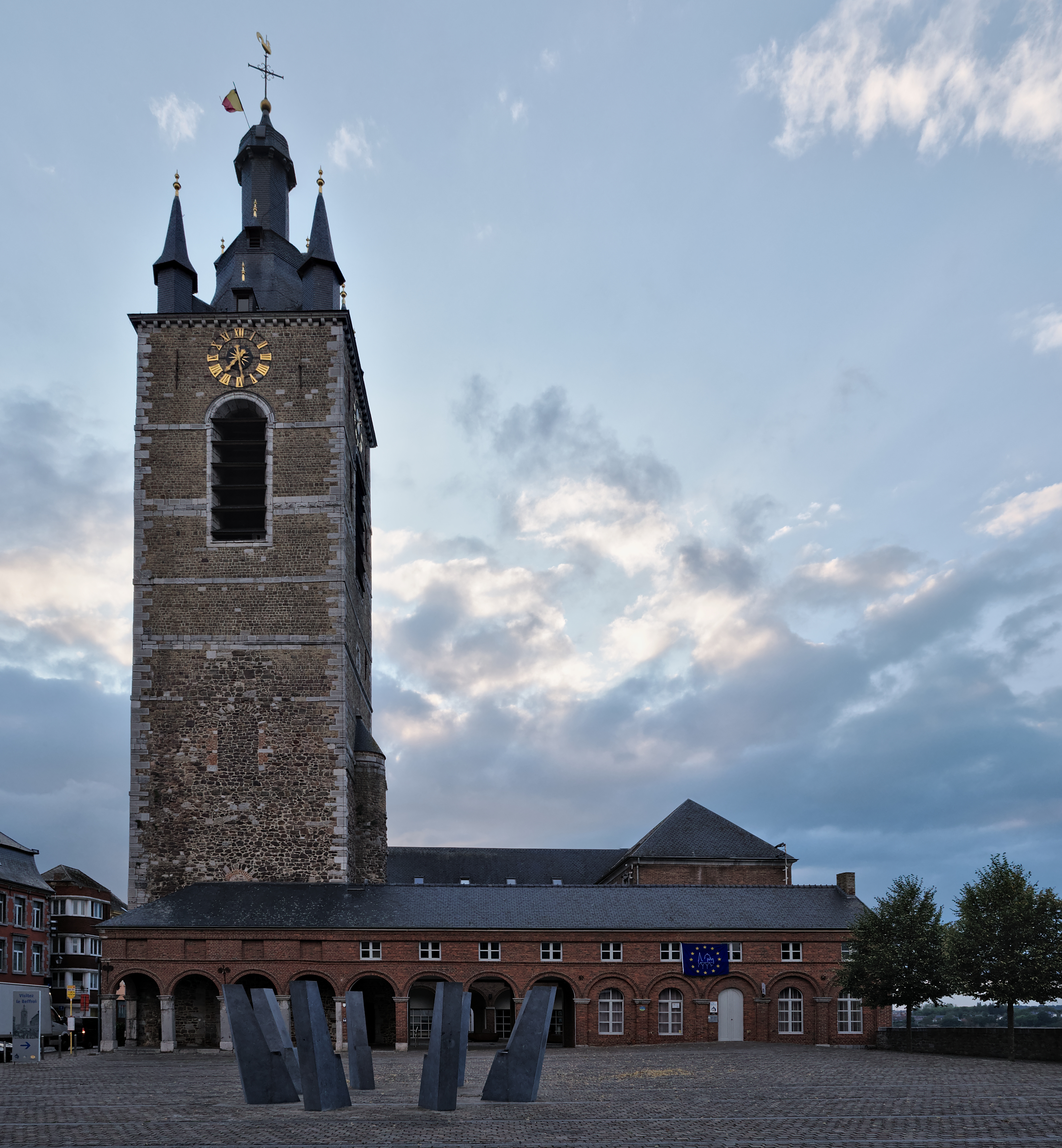
Східний бік

## Карильйон
1765 року в бефруа було чотири великі дзвони. Вони були перероблені з ініціативи магістрату, що спровокувало конфлікт між ним і капітулом колегіату, який відмовився розділити витрати. Магістрат повинен був самостійно нести витрати, лиття було доручено в 1763 році Levache та в 1765 і 1766 роках у Monaux Pierre Givet. У бефруа досі зберігаються два дзвони, відлиті Моно. Це Паула, 1765 рік, і Марія, розплавлена в 1766 році.